# Proporcjonalność odwrotna

Wykres funkcji: y = 1/x. Dla każdego x z wyjątkiem 0, y przedstawia jego odwrotność.

Proporcjonalność odwrotna – zależność między dwiema zmiennymi wielkościami, w której ich iloczyn jest stały. Czasem zakłada się dodatkowo, że iloczyn ten jest niezerowy.
Zależność tę można opisać wzorem:
{\displaystyle y={\frac {a}{x}},\,\,\,a,x,y\neq 0}
Wielkości {\displaystyle x} i {\displaystyle y} nazywane są odwrotnie proporcjonalnymi. Każda z nich jest wprost proporcjonalna do odwrotności tej drugiej.
Wykresy takich funkcji w kartezjańskich układach współrzędnych są hiperbolami. Jeśli iloczyn wielkości jest dodatni, to gałęzie tej hiperboli znajdują się w I i III ćwiartce układu, a jeśli jest ujemny, to w ćwiartkach II i IV.

## Przykłady

### Geometria
- Długości boków prostokąta o stałym polu są odwrotnie proporcjonalne[5].

### Fizyka
- Dla ustalonej odległości lub drogi czas ruchu jednostajnego jest odwrotnie proporcjonalny do jego prędkości[3]: {\displaystyle vt=s={\text{const}}}.
- Dla dźwigni dwustronnej w równowadze odległość ciała od punktu podparcia jest odwrotnie proporcjonalna do jego ciężaru[3]: {\displaystyle Qd={\text{const}}}.
- Objętość gazu doskonałego i jego ciśnienie przy ustalonej temperaturze – prawo Boyle’a-Mariotte’a[1]: {\displaystyle pV={\text{const}}}.
- Ciśnienie i pole powierzchni przy ustalonej sile nacisku[6]: {\displaystyle pS=F_{N}}.
- Masa ciała i jego przyspieszenie przy ustalonej sile wypadkowej[6] – druga zasada dynamiki Newtona: {\displaystyle ma=F_{w}}.
- Siła ciążenia i kwadrat odległości dwóch ciał o ustalonych masach[6] – prawo powszechnego ciążenia Newtona: {\displaystyle F_{g}r^{2}=GMm={\text{const}}}.
- Długość fali jest odwrotnie proporcjonalna do jej częstotliwości[potrzebny przypis].